# Rędzin

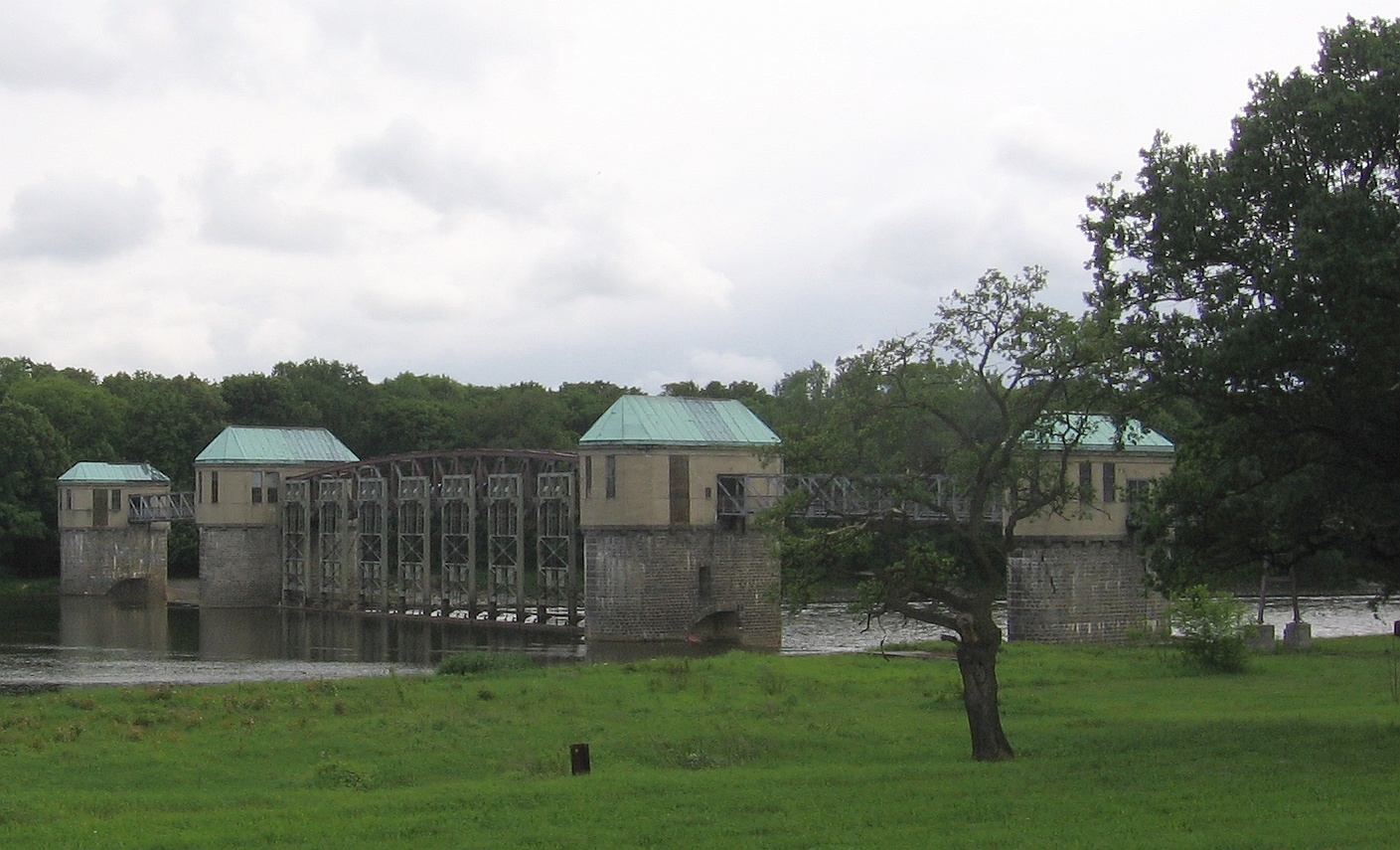
Jaz Rędzin w 2006

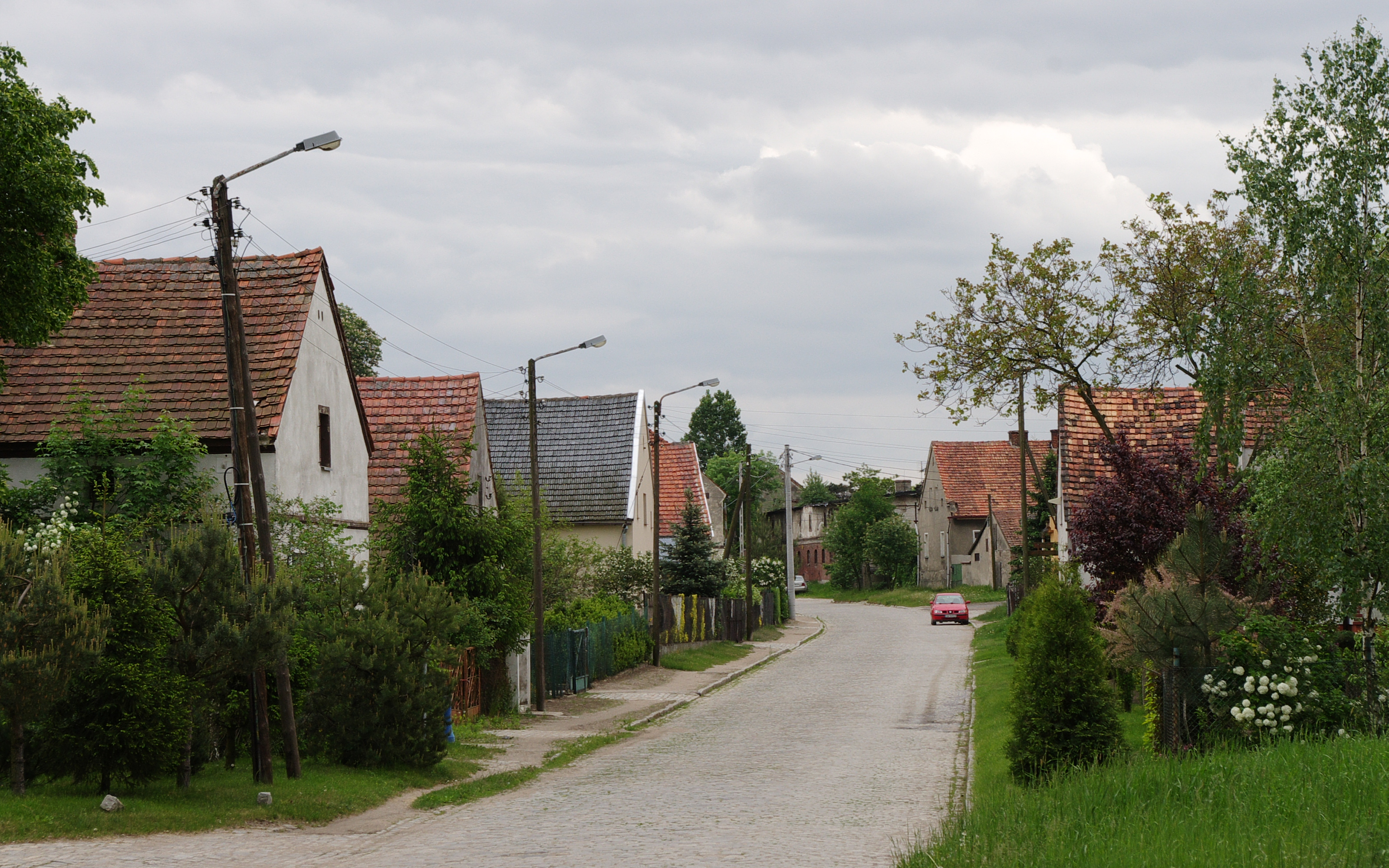
Ulica Wędkarzy w 2012

Rędzin – część (zwyczajowo nazywana osiedlem) Wrocławia, na osiedlu Osobowice-Rędzin, w byłej dzielnicy Psie Pole. Dawniej samodzielna wieś, do 1945 pod niem. nazwą Ransern. Położony w północno-zachodniej części miasta, na prawym brzegu Odry, przez Las Osobowicki graniczy z Osobowicami (z którymi razem tworzy administracyjnie osiedle Osobowice-Rędzin) na południowym wschodzie, z Pilczycami na południu, Maślicami na południowym zachodzie, Praczami Odrzańskimi na północnym zachodzie, Lesicą i Świniarami na północy oraz Lipą Piotrowską na wschodzie. Teren Rędzina włączono w granice Wrocławia 1 stycznia 1973. Jego większość zajmują pola irygacyjne wrocławskiej oczyszczalni ścieków (Pola irygacyjne Wrocławia), przez które przepływa odwadniający je potok Trzciana, wpadający do Odry w Lesicy. W Rędzinie wytyczonych jest tylko kilkanaście ulic (oraz dwie mające własne nazwy groble), w większości mających wciąż charakter wiejskich dróg, z których najważniejszą jest ulica Wędkarzy, będąca przedłużeniem łączącej Rędzin z resztą miasta ulicy Osobowickiej.
Oprócz Lasu Osobowickiego znajdującego się na granicy Rędzina, do jego terytorium zalicza się Las Rędziński (dawniej nazywany Maślickim; wykupiony przez miasto w 1928 i zamieniony na park) na brzegu rzeki i Wyspę Rędzińską na Odrze. Na wysokości tej wyspy, naprzeciw leżących na lewym brzegu rzeki Pilczyc, południowy (pilczycki) nurt Odry przecina Jaz Rędzin, a po północnej (rędzińskiej) stronie wyspy znajdują się dwie równoległe śluzy Rędzin, umożliwiające statkom pokonanie tego stopnia wodnego. Jaz i pierwszą śluzę wybudowano w latach 1913–1917, natomiast drugą śluzę, zaprojektowaną w 1925 zrealizowano w latach 1931–1934. Komory śluz mają długość ponad 200 m (starszej - 203, nowszej - 226) i szerokość 12 metrów.
W 2011 roku oddano do ruchu przebiegającą przez Rędzin Autostradową Obwodnicę Wrocławia. Na Wyspie Rędzińskiej został usytuowany pylon Mostu Rędzińskiego o wysokości 122 metrów.

## Komunikacja miejska
Do osiedla można dojechać autobusem linii 118 kursującym w ciągu dnia, a w nocy niektórymi kursami linii 257.

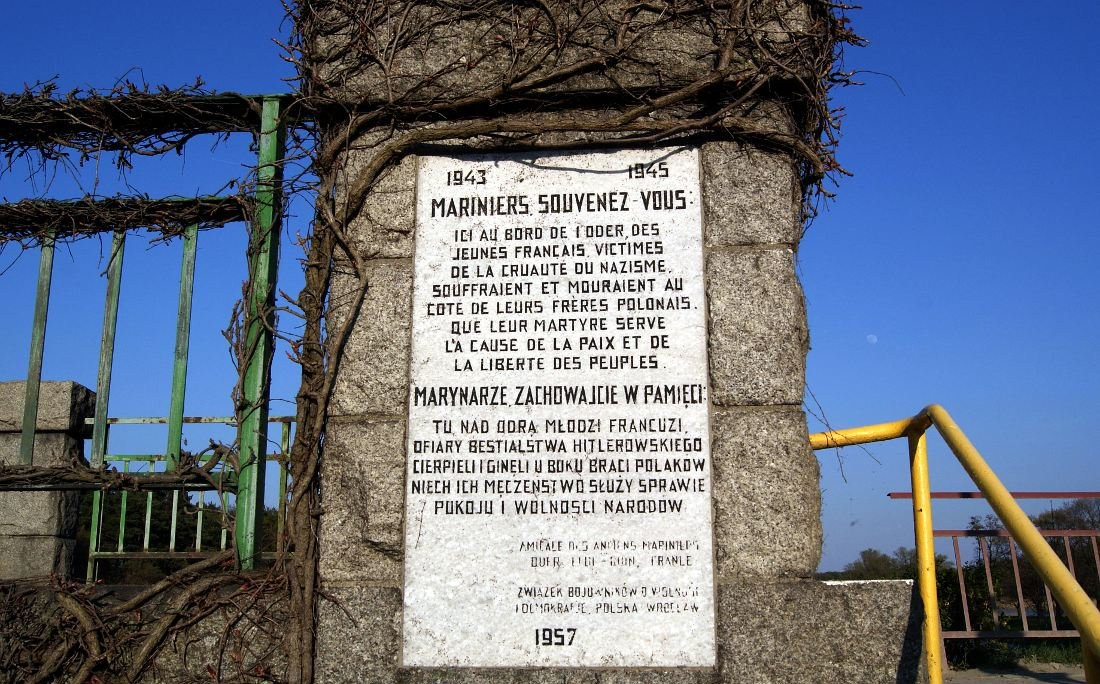
Tablica pamiątkowa przy śluzie Rędzin, poświęcona jeńcom francuskim